# Le Printemps et le reste
Le Printemps et le reste (Spring and All) est un livre du poète américain William Carlos Williams. Il entremêle 27 poèmes et un grand nombre de proses critiques qui les entourent, dans une structure très complexe. Il s'inscrit dans le modernisme américain et remet en cause « l'ordre établi aussi bien politique (...) que poétique » selon sa traductrice Valérie Rouzeau.
Écrit un an après La Terre vaine de T. S. Eliot, Le Printemps et le reste propose une autre vision de la modernité, et s'y réfère en s'en moquant.
L'ouvrage traite beaucoup de peinture, faisant référence au peintre américain Charles Demuth, qui était l'ami de Williams, mais aussi à Juan Gris et Paul Cézanne.
On y trouve aussi de nombreuses réflexions sur l’œuvre de William Shakespeare, ainsi que sur celle de sa contemporaine et proche Marianne Moore.
Il contient le poème La Brouette rouge, qui s'y trouve alors sans titre, sous le numéro XXII, et qui deviendra son poème le plus célèbre et l'archétype du poème imagiste.

## Contexte
Après Poèmes en 1909, premier recueil très classique et inspiré de John Keats, William Carlos Williams se tourne résolument vers la poésie moderniste américaine, sous l'influence de ses amis Ezra Pound et Hilda Doolitlle, qui participent au mouvement imagiste. Il est très marqué par l'exposition à l'Armory Show, où il rencontre entre autres Marcel Duchamp et Man Ray. Il devient un grand lecteur du mouvement dada, qui l'influence beaucoup.
En 1922 est publié La Terre vaine de T. S. Eliot, qui devient pour Williams un contre-modèle, contre lequel une grande partie de son œuvre s'élève.

## Publication
L'ouvrage est imprimé à Dijon par le petit éditeur Contact Publishing Co, tout juste formé par Robert McAlmon. Tiré à trois cents exemplaires, il n'a dans ses premières années qu'une diffusion confidentielle.

## Analyse
« De prime abord, malgré l'enjouement qui le porte et lui donne son élan, Le Printemps et le reste peut apparaître comme un livre disparate, plus proche des sirènes dadaïstes que de la nouvelle rigueur métrique dont Williams se fera par la suite le défenseur », note Yves di Manno. Il se caractérise par la revendication de l'imagination comme valeur suprême.

## Éditions
- Spring and all, Richard McAlmon's Contact Publishing Co, 1923.
- Spring and all, New Directions, 1934.
- Le Printemps et le reste, traduit par Valérie Rouzeau, Draguignan, Éditions Unes, 2010.
- Le Printemps et le reste, traduction nouvelle de Valérie Rouzeau, Nice, Éditions Unes, 2021